# Лызка
Лызка — речка в Смоленской области России, правый приток Сожа. Длина около 30 километров.

## Описание
Начинается возле деревни Гоголевка Монастырщинского района. Далее течёт в общем направлении на юг в основном по Хиславичскому району. Протекает через деревни Притыкино (уже не существует), Шеньковка, Алексеева Буда (уже не существует), Осиновка, Натальино (уже не существует), Большие Лызки, Малые Лызки (уже не существует), Покровка (уже не существует), Александровка, Братковая. Недалеко от последней впадает в Сож.
В Лызку впадает несколько ручьёв. Впадающий справа выше Шеньковки называется Глумыть. Другой, который протекает через Лобановку и впадает в Лызку справа ниже Шеньковки — Чернявка с притоком Мелеховка.
Возле Больших Лызок на реке находится большой пруд.